# 孝姑镇
孝姑镇，是中华人民共和国四川省乐山市犍为县下辖的一个乡镇级行政单位。2019年12月，将原新民镇麻柳场社区、板桥村、土坪村、新塘村、金田村、凉坪村、岩门村、胜利村、宫堂村、斑竹村、光华村、凉风村、马儿山村所属行政区域划归孝姑镇管辖。将孝姑镇紫云村划归清溪镇管辖。

## 行政区划
孝姑镇下辖以下地区：
孝姑街社区、八一村、永平村、田佳村、红久村、沙湾村、石盘村、百支溪村、东风村、五一村、同益村和紫云村。
2019年12月调整后，孝姑镇辖孝姑社区、麻柳场社区、东风村、百支溪村、红久村、石盘村、田佳村、沙湾村、八一村、永平村、板桥村、土坪村、新塘村、金田村、凉坪村、岩门村、胜利村、宫堂村、斑竹村、光华村、凉风村、马儿山村所属行政区域。